# St. Martin (Girlan)

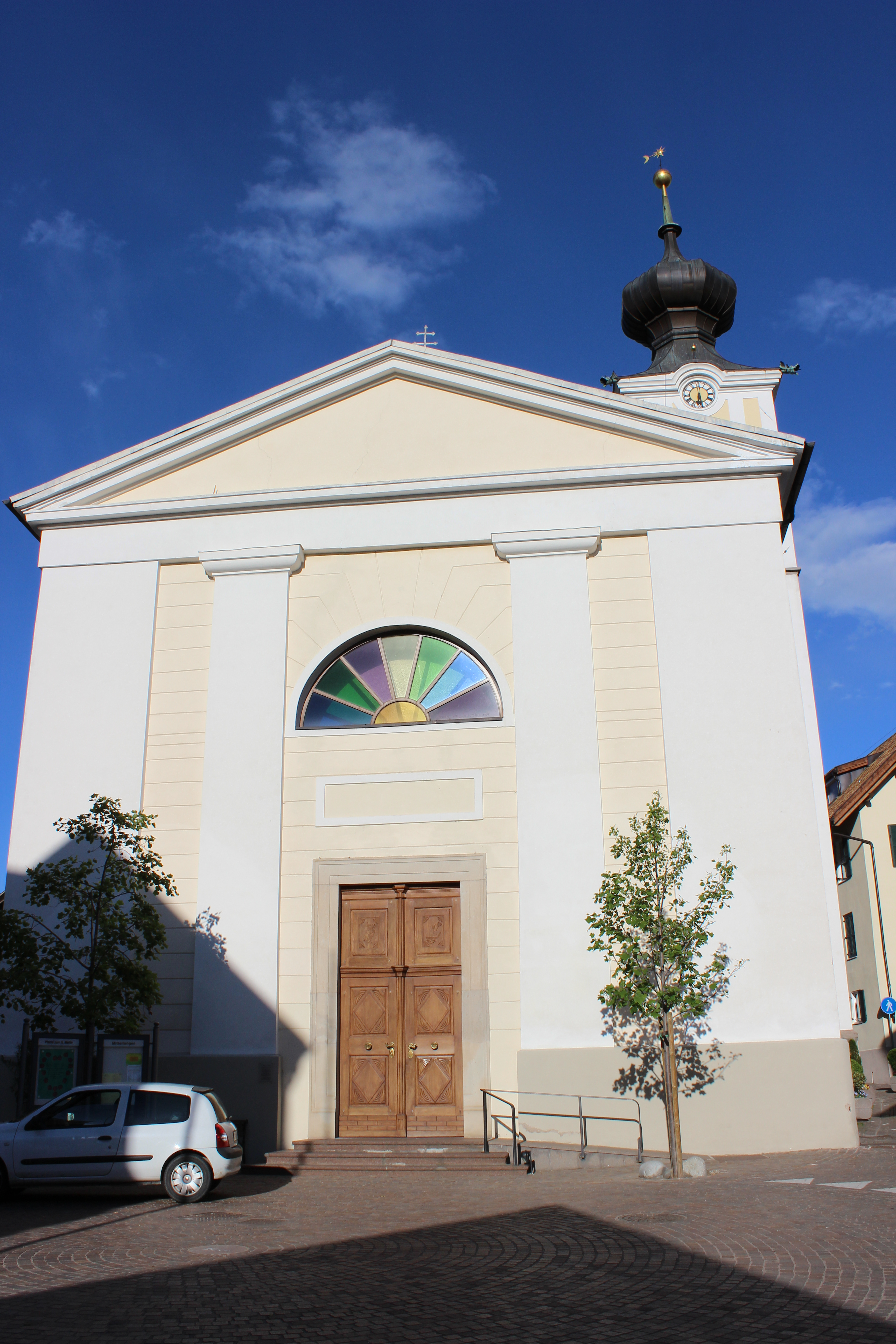
Pfarrkirche St. Martin (2012)

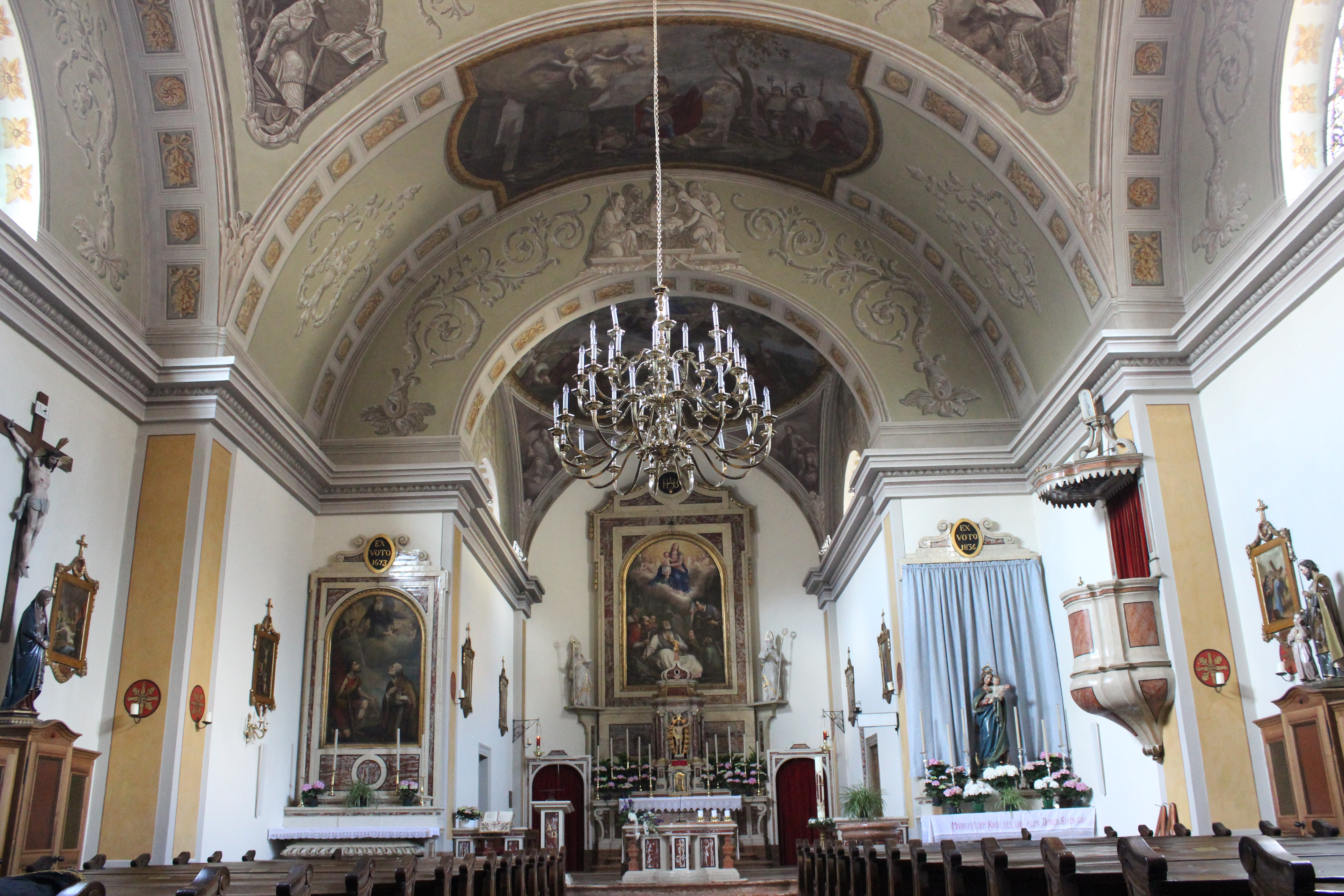
Innenraum (2021)

St. Martin ist eine römisch-katholische Pfarrkirche in Girlan im Überetsch in Südtirol (Italien).
Die Kirche wurde erstmals im Jahr 1265 als „sanctus Martinus (de Gurlan)“ erwähnt und erfuhr im Laufe der Jahrhunderte mehrmals Umbauten, wodurch verschiedene Stilepochen am und im Gebäude sichtbar sind. Am Turm und im Chor sind einzelne spätgotische Elemente zu erkennen, die tempelartige Fassade und die Architektur des Innenraums haben ein klassizistisches Gepräge, während der Zwiebelhelmturm barockzeitlich ist. Das heutige Aussehen der Kirche geht in weiten Teilen auf das Jahr 1838 zurück.
Die Kirche ist dem Heiligen Martin geweiht, an dessen Namenstag am 11. November der sogenannte „Martinimarkt“ in Girlan gefeiert wird.